# Adamy
La localidad de Adamy en Lwów Voivodeship (1921–1939), al este de Polonia, fue uno de los cientos de sitios de matanzas durante la Masacre de polacos en Volinia entre 1942 y 1945, luego de la Invasión de Polonia de 1939.
Durante la ocupación, el criminal de guerra ucraniano Dmitry Kupiak, alias "Klei" que significa "pegamento", comandó un grupo de matanza de bandidos locales involucrados en matanzas masivas de ciudadanos polacos por todo el Lwów Voivodeship. En junio de 1944, Kupiak quemó las 200 casas y mató a toda la población de la localidad, eliminándola de la faz de la Tierra.